# Antowain Smith
Pour les articles homonymes, voir Smith.
(en) Statistiques sur pro-football-reference
Antowain Smith (né le 14 mars 1972 à Millbrook en Alabama) est un joueur américain de football américain qui évoluait comme running back dans la National Football League (NFL).

## Biographie

### Carrière universitaire
Étudiant à l'université de Houston, il joue avec les Cougars de 1995 à 1996. 

### Carrière professionnelle
Il est choisi au premier tour, 23e rang au total, par les Bills de Buffalo lors de la draft 1997 de la NFL. 
Il joue quatre saisons avec les Bills avant de rejoindre les Patriots de la Nouvelle-Angleterre en 2001. Il aide les Patriots à remporter deux fois le Super Bowl lors de son séjour de trois ans avec l'équipe. Il termine ensuite sa carrière avec les Titans du Tennessee puis les Saints de La Nouvelle-Orléans.